# La Prise de la Bastille (chanson)
Pour les articles homonymes, voir Bastille (homonymie).
La Prise de la Bastille est une chanson née en France en 1790 à la suite de la prise de la Bastille.
| D'un pas ferme et triomphant R'li r'lan r'lan tan plan ! Tire lire en plan Le Bourgeois tambour battant, Marche à la Bastille (bis) Et partout l'ardeur brille... (Le Bourgeois et le marchand Marchent à la Bastille) Les citoyens de tous rangs, R'li r'lan r'lan tan plan ! Tire lire en plan Suivant les drapeaux flottants Vont d'un air intrépide (bis) Rien ne les intimide ... De tous côtés on entend R'li r'lan r'lan tan plan ! Tire lire en plan Le bruit de l'airain tonnant Contre la capitale (bis) O Bastille fatale ! (Le bruit de l'airain sonnant) Tu vas dans quelques instants R'li r'lan r'lan tan plan ! Tire lire en plan Tu vas dans quelques instants Céder aux bras triomphants De nos braves assiégeants (Le couplet précédent est absent) Sortez de vos cachots funèbres Victimes d'un joug détesté, Voyez, à travers les ténèbres, Les rayons de la liberté ! Trop longtemps la sombre tristesse Versa son poison dans vos cœurs, Baignez des pleurs de l'allégresse Le front de vos libérateurs ! ... (Versa son pollen dans vos cœurs) |
| --- |

## Interprétations contemporaines
- Par Marc Ogeret dans Chante la Révolution, Double album 30 cm, Socadisc Sc 370 (CD Socadisc, 1997).
- Version légèrement différente de celle de Marc Ogeret sur le disque La Révolution française en chanson, Label Le chant du monde, LDX 74896, 1988. Interprétation Sextuor de la Cité. Lien.
- Version entièrement différente, sur l'air d'Henry IV : Histoire chantée de la 1ère République 1789 à 1799, Louis Damade Paris 1892 - Clé du caveau n°1051. Lien